# Magadanichthys skopetsi
Magadanichthys skopetsi is een straalvinnige vissensoort uit de familie van puitalen (Zoarcidae). De wetenschappelijke naam van de soort is voor het eerst geldig gepubliceerd in 2004 door Shinohara, Nazarkin & Chereshnev.